# Těšovice (Boêmia do Sul)
Těšovice é uma comuna checa localizada na região da Boêmia do Sul, distrito de Prachatice.